# أكاديمية التعاون الدولي (ألمانيا)
أكاديمية التعاون الدولي (بالألمانية: Akademie für Internationale Zusammenarbeit) هي مركز لتأهيل وتطوير الموارد البشرية الدولية وكفاءة العمل، ويتبع المؤسسة الألمانية للتعاون الدولي (جي أي تِسِت). يقع مقرها في حي روتغن في بون منذ نهاية عام 2017، بعد أن كانت تزاول عملها منذ تأسيسها في مقرها السابق في باد هُونِّيف.
في الأكاديمية يتم سنويًا تجهيز حوالي 2000 من القيادات الإدارية والمختصين مع أسرهم للعمل خارج ألمانيا في سياقات ثقافية مختلفة. ومن هؤلاء أيضًا العاملين في مجال المساعدات التنموية في الدول النامية مع أسرهم. تُرسل المؤسسة الألمانية للتعاون الدولي و30 منظمة ومؤسسة أخرى من المؤسسات العاملة في الخارج ترسل موظفيها إلى الأكاديمية لتدريبهم وتجهيزهم (بيانات 2018). يعمل في الأكاديمية ما يقارب 80 شخصًا بالإضافة إلى مئات العاملين المستقلين.

## روابط خارجية
- Internetauftritt der Akademie für Internationale Zusammenarbeit
- Startseite des LIPortals, eines Informationsangebots der Akademie über Entwicklungsländer